# Fährinsel
Fährinsel es una isla del país europeo de Alemania, que está en el mar Báltico y pertenece administrativamente al estado de Mecklemburgo-Pomerania Occidental. La isla posee 1,23 km de longitud y una anchura de 580 metros. Su superficie es de aproximadamente 37 hectáreas.
Sobre Fährinsel funcionó antes un ferry entre Rügen y Hiddensee. Fue creado en 1952, después de que el puerto de Schaprode fue dedicado para el tráfico de otras embarcaciones. Fährinsel es ahora un área protegida y cerrada a los visitantes. Ella constituye el lugar de descanso de miles de aves y lugar de pastoreo de rebaños de ovejas de Gotland.